# Оук-Гроув (округ Самнер, Теннессі)
Оук-Гроув (англ. Oak Grove) — переписна місцевість (CDP) в США, в окрузі Самнер штату Теннессі. Населення — 238 осіб (2020).

## Географія
Оук-Гроув розташований за координатами 36°34′20″ пн. ш. 86°22′41″ зх. д. / 36.57222° пн. ш. 86.37806° зх. д. (36.572167, -86.378090).  За даними Бюро перепису населення США в 2010 році переписна місцевість мала площу 3,32 км², уся площа — суходіл.

## Демографія
Згідно з переписом 2010 року, у селищі мешкала 231 особа в 80 домогосподарствах у складі 62 родин. Густота населення становила 70 осіб/км².  Було 82 помешкання (25/км²).
Расовий склад населення:
| - 98,7 % — білих - 1,3 % — чорних або афроамериканців |

До двох чи більше рас належало 0,0 %. Частка іспаномовних становила 1,7 % від усіх жителів.
За віковим діапазоном населення розподілялося таким чином: 23,4 % — особи молодші 18 років, 63,6 % — особи у віці 18—64 років, 13,0 % — особи у віці 65 років та старші. Медіана віку мешканця становила 40,7 року. На 100 осіб жіночої статі у селищі припадало 94,1 чоловіків;  на 100 жінок у віці від 18 років та старших — 92,4 чоловіків також старших 18 років.
Середній дохід на одне домашнє господарство  становив 72 386 доларів США (медіана — 63 750), а середній дохід на одну сім'ю — 83 053 долари (медіана — 69 583). 
Цивільне працевлаштоване населення становило 75 осіб. Основні галузі зайнятості: освіта, охорона здоров'я та соціальна допомога — 38,7 %, транспорт — 34,7 %, роздрібна торгівля — 10,7 %, мистецтво, розваги та відпочинок — 8,0 %.